# Pareumenes punctatissimus
Pareumenes punctatissimus är en stekelart som beskrevs av Giordani Soika 1987. Pareumenes punctatissimus ingår i släktet Pareumenes och familjen Eumenidae. Inga underarter finns listade i Catalogue of Life.